# Префектуре Француске
У Француској се префектуром (фр. préfecture) означава административна јединица са сједиштем префекта.
Институција префектуре је основана за вријеме Наполеона Бонапарте и одржала се до данас. Сједиште префектуре је главни град (фр. chef-lieu) департмана (фр. département). Највиши државни службеник једног департмана је префект. 
Следећу мању административну јединицу представља арондисман, док је префектура главног града региона истовремено и префектура тог региона.
Данас у Француској постоји 100 префектура. Изузетак представља шире подручје Париза, гдје је полицијска префектура више департмана уједињена (75, 92 (Hauts-de-Seine), 93 (Seine-Saint-Denis) и 94 (Val-de-Marne)). Задња три департмана ипак имају и свој главни град који се такође назива префектура.